# 近畿大学短期大学部
近畿大学短期大学部（日语：／ Kinki Daigaku Tanki Daigakubu *），简称近短，是一所位于日本大阪府东大阪市的私立短期大学。

## 概要

### 简介
- 短期大学为于1950年开办[1][2]、由学校法人近畿大学经营。为男女同校[3]从开办

### 历史
- 1950年 近畿大学短期大学部成立并同时设置一个学科即商经科第二部[2]。
- 1954年 两个课程成立于业余课程商经专修、以下列举[4]。 
  - 第一部
  - 第二部
- 1955年 第二商经科成立（招生到于1971年、停办于1975年）[5]。
- 1957年 函授教育课程成立于商经科[6]。
- 1969年 大体今年度第二商经科的校园迁到和歌山县新宫市。

### 宪章
- 请参看近畿大学短期大学部的标志 （页面存档备份，存于） （日語） 2014年5月18日阅览。

### 教育与研究
- 有中学校（社会科）的教师和图书馆员培训课程于商经科第二部。前有初级中学（职业科）和高级中学（社会科、商业科）的教师培训课程了[3]。函授教育课程有图书馆员和学校图书馆的教师培训课程。前有初级中学（社会科和职业科）的教师培训课程了。

## 学校环境
- 校区：在大阪府东大阪市

## 组织

### 学科
- 商经科
  - 第二部
  - 函授教育課程

### 前学科
| - 第二商经科 |

### 专科
| - 没有 |

### 前专科
| - 没有 |

### 业余课程
| - 商经专修：已停办。 - 第一部 - 第二部 |

## 知名校友
- 武藏：格斗选手
- 高桥昭一：政治人物。函授教育課程中途退学。

## 相关链接
- 日本短期大学列表
- 近畿大学
- 近畿大学丰冈短期大学
- 近畿大学九州短期大学
- 近畿大学青踏女子短期大学：已停办於2002年。